# Ralja (Sopot)
Ralja (em cirílico:Раља) é uma vila da Sérvia localizada no município de Sopot, pertencente ao distrito de Belgrado, nas regiões de Šumadija e Kosmaj. A sua população era de 2858 habitantes segundo o censo de 2002.

## Demografia
| 1948 | 1953 | 1961  | 1971  | 1981  | 1991  | 2002  |
| ---- | ---- | ----- | ----- | ----- | ----- | ----- |
| 572  | 941  | 1 311 | 1 665 | 2 250 | 2 580 | 2 858 |